# Hamnholm, Borgå
Hamnholm, finska: Iso Linnanpää, är en ö i Finland. Den ligger i Finska viken och i kommunen Borgå i den ekonomiska regionen  Borgå i landskapet Nyland, i den södra delen av landet. Ön ligger omkring 24 kilometer öster om Helsingfors.
Öns area är 1,8 hektar och dess största längd är 210 meter i sydväst-nordöstlig riktning.